# Rhytiphora variolosa
Rhytiphora variolosa là một loài bọ cánh cứng trong họ Cerambycidae.